# Episodi di Rise of the Teenage Mutant Ninja Turtles - Il destino delle Tartarughe Ninja (prima stagione)
La prima stagione della serie animata Rise of the Teenage Mutant Ninja Turtles - Il destino delle Tartarughe Ninja è stata trasmessa in prima visione negli Stati Uniti d'America sul canale Nickelodeon dal 7 novembre 2018. 
In Italia è stata trasmessa in prima visione assoluta dal 31 ottobre 2018 al 2 dicembre 2019 su Nickelodeon, invece in chiaro viene trasmessa in prima tv su Rai Gulp dal 16 settembre 2019 con i primi 13 episodi.
| n° | Titolo italiano                                             | Titolo originale                                 | Prima TV Italia  | Prima TV USA      |
| -- | ----------------------------------------------------------- | ------------------------------------------------ | ---------------- | ----------------- |
| 1  | Caos mistico                                                | Mystic Mayhem                                    | 31 ottobre 2018  | 20 luglio 2018    |
| 2  | Tsunami di origami                                          | Origami Tsunami                                  | 7 novembre 2018  | 25 settembre 2018 |
| 2  | I regali di Donatello                                       | Donnie's Gifts                                   | 7 novembre 2018  | 17 settembre 2018 |
| 3  | Botte e pizze                                               | War and Pizza                                    | 14 novembre 2018 | 17 settembre 2018 |
| 3  | Ultime notizie                                              | Newsworthy                                       | 14 novembre 2018 | 27 settembre 2018 |
| 4  | La mantide recuperatrice                                    | Repo Mantis                                      | 21 novembre 2018 | 20 settembre 2018 |
| 4  | Il maestro... contagioso                                    | Down With the Sickness                           | 21 novembre 2018 | 18 settembre 2018 |
| 5  | Un ladro peloso                                             | The Fast and the Furriest                        | 28 novembre 2018 | 24 settembre 2018 |
| 5  | Mascotte a Times Square                                     | Mascot Melee                                     | 28 novembre 2018 | 26 settembre 2018 |
| 6  | Tartarughe sul ring                                         | Shell in a Cell                                  | 5 dicembre 2018  | 19 settembre 2018 |
| 6  | Il labirinto del Minotauro                                  | Minotaur Maze                                    | 5 dicembre 2018  | 6 ottobre 2018    |
| 7  | Cacciatori di insetti                                       | Bug Busters                                      | 12 dicembre 2018 | 17 novembre 2018  |
| 8  | La battaglia più lunga                                      | The Longest Fight                                | 19 dicembre 2018 | 6 ottobre 2018    |
| 8  | Il ritorno di Ipno-potamo                                   | Hypno! Part Deux                                 | 19 dicembre 2018 | 3 novembre 2018   |
| 9  | Il Gumbus                                                   | The Gumbus                                       | 26 dicembre 2018 | 13 ottobre 2018   |
| 9  | Signora Coccolina                                           | Mrs. Cuddles                                     | 26 dicembre 2018 | 20 ottobre 2018   |
| 10 | Spirito di squadra                                          | Stuck on You                                     |                  | 10 novembre 2018  |
| 10 | Il ritorno di Albearto                                      | Al Be Back                                       |                  | 1º dicembre 2018  |
| 11 | Il giubbotto viola                                          | The Purple Jacket                                |                  | 26 gennaio 2019   |
| 11 | La settimana della pizza                                    | Pizza Pit                                        |                  | 2 febbraio 2019   |
| 12 | Il robot tuttofare                                          | Smart Lair                                       |                  | 9 febbraio 2019   |
| 12 | Zuppa calda: il gioco                                       | Hot Soup: The Game                               |                  | 16 febbraio 2019  |
| 13 | La spietata associazione di mutanti                         | The Evil League of Mutants                       |                  | 19 gennaio 2019   |
| 14 | Corsa contro il tempo                                       | Late Fee                                         |                  | 23 febbraio 2019  |
| 14 | Bullhop                                                     | Bullhop                                          |                  | 2 marzo 2019      |
| 15 | Fusione mentale                                             | Mind Meld                                        |                  | 9 marzo 2019      |
| 15 | Il tartufo                                                  | Nothing But Truffle                              |                  | 16 marzo 2019     |
| 16 | Topo in incognito                                           | Shadow of Evil                                   |                  | 20 aprile 2019    |
| 17 | Il saccheggio del portale                                   | Portal Jacked!                                   |                  | 6 aprile 2019     |
| 17 | Warren e Ipno-potamo                                        | Warren & Hypno, Sitting in a Tree                |                  | 1º giugno 2019    |
| 18 | Operazione normalità                                        | Operation: Normal                                |                  | 8 giugno 2019     |
| 18 | Sparring partner                                            | Sparring Partner                                 |                  | 13 aprile 2019    |
| 19 | Servito e benservito                                        | You Got Served                                   |                  | 15 giugno 2019    |
| 19 | Come farti dei nemici e piegare le persone alla tua volontà | How to Make Enemies and Bend People to Your Will |                  | 22 giugno 2019    |
| 20 | La biblioteca dei misteri                                   | Mystic Library                                   | 2 dicembre 2019  | 29 giugno 2019    |
| 20 | Il gioco viola                                              | The Purple Game                                  | 2 dicembre 2019  | 6 luglio 2019     |
| 21 | Uomo contro fogna                                           | Man vs. Sewer                                    | 2 dicembre 2019  | 19 ottobre 2019   |
| 21 | La minaccia mutante                                         | The Mutant Menace                                | 2 dicembre 2019  | 19 ottobre 2019   |
| 22 | La gara di demolizione                                      | Turtle-dega Nights: The Ballad of Rat Man        | 2 dicembre 2019  | 26 ottobre 2019   |
| 22 | L'antica arte ninja di nascondersi                          | The Ancient Art of Ninja Hide and Seek           | 2 dicembre 2019  | 26 ottobre 2019   |
| 23 | Lo sfasciacarrozze                                          | One Man's Junk                                   | 2 dicembre 2019  | 2 novembre 2019   |
| 23 | Una giornata sulla neve                                     | Snow Day                                         | 2 dicembre 2019  | 2 novembre 2019   |
| 24 | Serata tra ragazze                                          | Cloak and Swaggart                               | 2 dicembre 2019  | 9 novembre 2019   |
| 24 | Un eroe paralizzante                                        | Jupiter Jim Ahoy!                                | 2 dicembre 2019  | 9 novembre 2019   |
| 25 | Follia sul treno di Big Mama                                | Insane in the Mama Train                         | 2 dicembre 2019  | 16 novembre 2019  |
| 26 | La fine dei giochi                                          | End Game                                         | 2 dicembre 2019  | 16 novembre 2019  |

## Caos mistico
Nelle fogne di New York vivono quattro fratelli, dall'aspetto di tartarughe antropomorfe: Raffaello, di 15 anni, Leonardo e Donatello, di 14, e Michelangelo, di 13. Una notte, mentre si divertono in compagnia della loro amica umana April O'Niel, si imbattono in una creatura simile ad un cane che viene inseguito da due grossi individui mostruosi. I quattro fratelli cercano di affrontarli con le armi da ninja che possiedono, ma vengono facilmente sconfitti e le armi distrutte, fatta eccezione per quella di Donnie poiché fatta di un materiale resistente. Dopodiché gli individui rapiscono la creatura-cane ed attraversano un portale, seguiti da April prima che questo si richiuda. I fratelli riconoscono il simbolo utilizzato per aprire il portale: è lo stesso rappresentato su un oggetto di proprietà del loro padre adottivo, il ratto Splinter. Usandolo, i ragazzi aprono un altro portale e si ritrovano in una misteriosa zona sotterranea, dove si ricongiungono con April. Qui osservano una figura corazzata, il Barone Draxum, utilizzare il contenuto della fiala che la creatura-cane portava al collo per riempire di mutageno uno sciame di insetti e usarne uno per mutare un fattorino capitato lì per caso. Intenzionati a salvare il cane, i tre fratelli a mani vuote si impossessano di nuove armi e sconfiggono uno scagnozzo di Draxum, il quale rimane colpito dal perfetto esempio di mutazione che le tartarughe rappresentano. Le due parti ingaggiano battaglia, ma durante lo scontro le nuove armi sprigionano dei misteriosi poteri che causano solo confusione: la ōdachi di Leo apre due portali da teletrasporto, i tonfa di Raph sprigionano un'energia che lo sbalza lontano e il kusarifundō di Mickey si incendia e inizia a trascinarlo a sua volontà in giro per la stanza, distruggendo il vetro che conteneva gli insetti pieni di mutageno. Il posto inizia a crollare e il gruppo si salva grazie all'abilità di teletrasportarsi del piccolo cane e ripassando attraverso il portale, ma con loro fuggono anche gli insetti, che iniziano a diffondersi per tutta New York City.

## Tsunami di origami
I ragazzi vorrebbero affrontare dei criminali alla loro portata e optano per dei ladri di carta. Anche se con qualche difficoltà, alla fine riescono a giungere al loro nascondiglio e scoprono che si tratta di due misteriosi figuri con il simbolo di un piede disegnato sul viso e delle fiamme in testa. I due creano prima dei soldati origami, poi un grosso golem di carta che cattura Leo, Donnie e Mickey. A salvarli ci pensa Raph, che sprigiona energia rossa dai suoi tonfa come fosse un'estensione del suo corpo e sconfigge il golem. I nemici sono quindi costretti alla fuga senza il loro esercito di carta.

## I regali di Donatello
Donnie regala un oggetto da lui costruito a ciascuno dei suoi fratelli: un casco con un computer incorporato che dà suggerimenti per Raph, una tuta che si rigonfia se in procinto di un impatto per Mickey e un collare che genera una scossa in caso di battuta per Leo. Durante un combattimento contro un famoso chef, trasformato in un grosso maiale antropomorfo e desideroso di assorbire il mutageno di altri mutanti, le funzioni inaspettate dei regali mettono in difficoltà i ragazzi e Donatello viene rapito. Leo, Raph e Mickey non sono contenti che Donnie abbia cercato di sopprimere delle loro caratteristiche con degli oggetti, ma sfruttando i regali a modo loro, i tre riescono a salvare il fratello e a sconfiggere il mutante.

## Botte e pizze
April lavora in un ristorante per bambini e uno degli animatronici che intrattengono le feste si guasta. La ragazza chiama Donnie per ripararlo, ma l'amico va oltre e apporta delle modifiche al robot. Così facendo ne perde il controllo: l'ammasso di metallo dà vita anche ai suoi compagni animatronici e ingaggia un folle scontro, ma April e i suoi amici non si tirano indietro e li sconfiggono uno ad uno, mettendo in salvo i bambini. Nel processo il ristorante viene distrutto ed April, alla fine, viene licenziata.